# Собор Святого Владимира (Астрахань)
Храм Святого Князя Владимира — православный храм в Астрахани, одна из визитных карточек города. Принадлежит к Астраханской епархии Русской православной церкви, имеет статус архиерейского подворья. В 1924—1936 годах был кафедральным собором епархии.
Храм был построен в 1895—1902 годах петербургскими гражданскими инженерами Василием Косяковым и Николаем Икавитцем, чей проект был признан комиссией Городской Думы Астрахани наиболее достойным. Храм князя Владимира уникален своей архитектурой для конца XIX века, историей, а также предназначением для самой Астрахани.
Настоятель храма — протоиерей Александр Успенский.

## История
Решение о строительстве храма было принято Городской Думой Астрахани 8 июня 1888 года под председательством В. М. Лазаревского. Храм строился в честь 900-летия крещения Руси, как памятник этому знаменательному событию. Городская Дума приняла решение строить его в шестом участке города Астрахани, где проживало около 11 000 православных христиан. По всем вопросам строительства была создана комиссия, куда входили гласные Городской Думы. Они выбрали место будущего храма, на берегу Затона. Само место находилось в центре шестого участка и являлось большим пустырём. Также на выбор места строительства повлияло то, что храм будет воздвигнут на границе русской и татарской слобод. В этом случае он мог выполнять миссионерские функции по приобщению татар-мусульман к православию и способствовать бы их ознакомлению с православным богослужением, крестными ходами, торжественными православными празднествами.
Проект петербургских гражданских инженеров Василия Косякова и Николая Икавитца был признан комиссией наиболее достойным на заседании 10 сентября 1890 года.
Храм должны были строить в год 900-летия крещения Руси, но из-за целого ряда проблем, таких как: медленный сбор пожертвований, неурожайный для России 1891 год, эпидемия холеры в Астрахани 1892 года, само строительство началось только в 1895 году.
Фактическое строительство началось 5 марта 1895 года, и по этому случаю был отслужен специальный молебен. Место для будущего храма первоначально было возвышено и укреплено дубовыми сваями, а через 4 месяца началась закладка фундамента. Астраханским епископом Митрофаном (Невским) был отслужен молебен 18 июня 1895 года по случаю закладки фундамента. В фундамент была заложена памятная доска, которая описывает причины, приведшие к строительству храма.
Городской архитектор Павел Коржинский контролировал все строительные работы, которые продолжались 7 лет. К 1902 году все основные строительные работы были завершены. В этот год отмечался 300-летний юбилей основания Астраханской епархии, что вызвало желание у комиссии приурочить освящение храма к этой дате.
После революции 1917 года храм подвергся разрушению. Во время мартовского восстания рабочих в 1919 году он оказался в самом эпицентре боевых действий.
В 1923 году храм Святого Владимира чуть не оказался в руках обновленцев. Настоятель храма отец Иоанн Великанов начал проводить службы по новому стилю, в то время как второй священник — отец Всеволод Виноградов — остался верен канонам православия. Верующие не пускали Великанова в храм, и вскоре он вернулся в РПЦ.
В марте 1924 года Астраханский архиепископ Фаддей (Успенский) сделал храм своим кафедральным собором. Это произошло потому, что как и Успенский собор, так и большинство других главных астраханских храмов находились во власти обновленцев. Долгое время храм Святого Владимира продолжал быть кафедральным, занимая главное место среди оставшихся у православных церквей. Но в 1936 году храм был захвачен обновленцами, а в 1939 году закрыт советскими властями и долгое время использовался как склад. В 1967 году храм был переоборудован под автовокзал, в связи с чем были закрашены все образы православных святых.
29 января 1998 года глава администрации Астраханской области Анатолий Петрович Гужвин постановил создать специальную комиссию по воссозданию храма Святого Равноапостольного князя Владимира, председателем которой стал сам Гужвин 27 июля 1999 года храм вернули Русской православной церкви, а 28 июля 2001 года епископом Ионой (Карпухиным) были освящены новые колокола.

## Галерея